# Houtvezelplaat

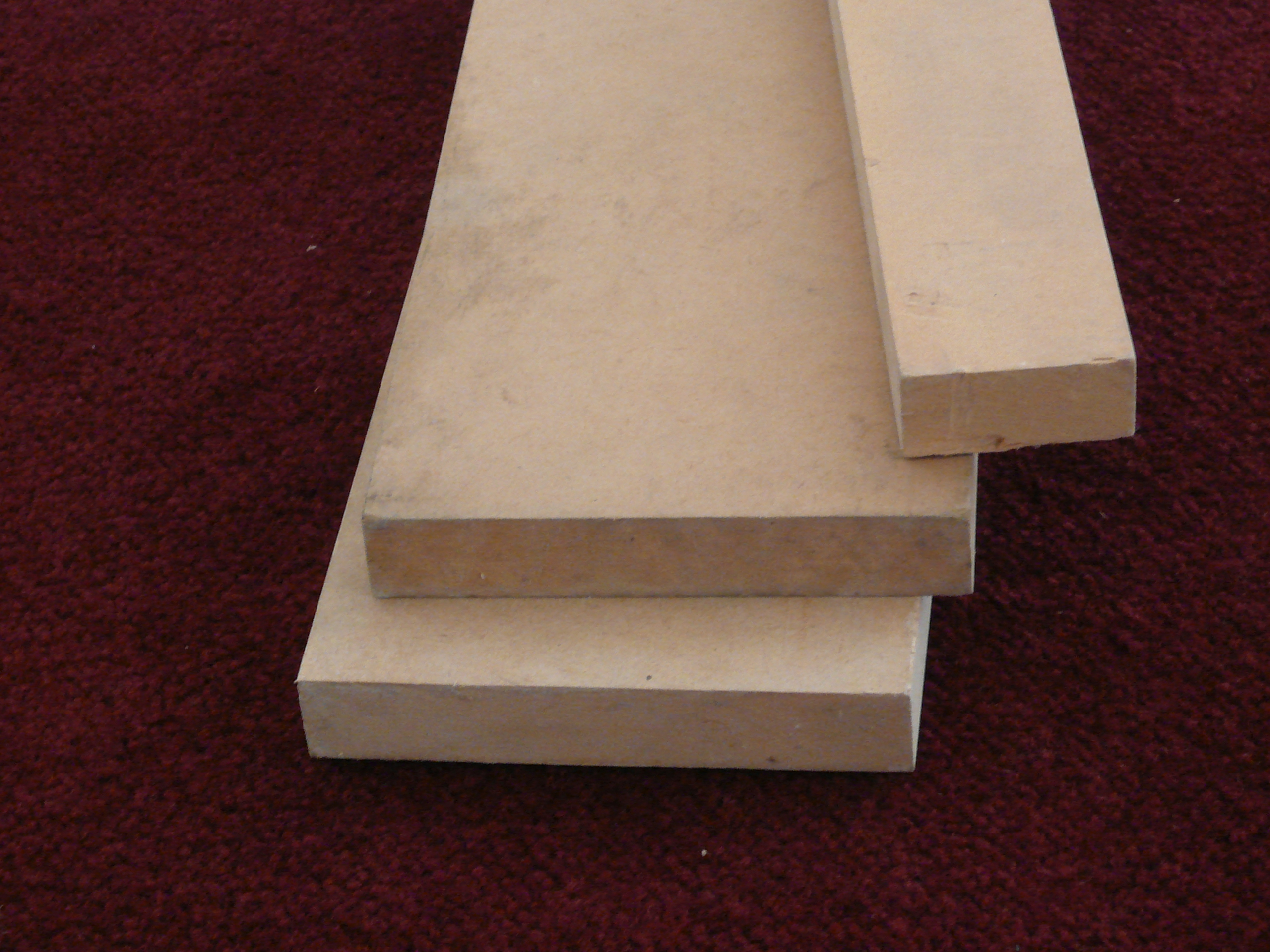
MDF plaat

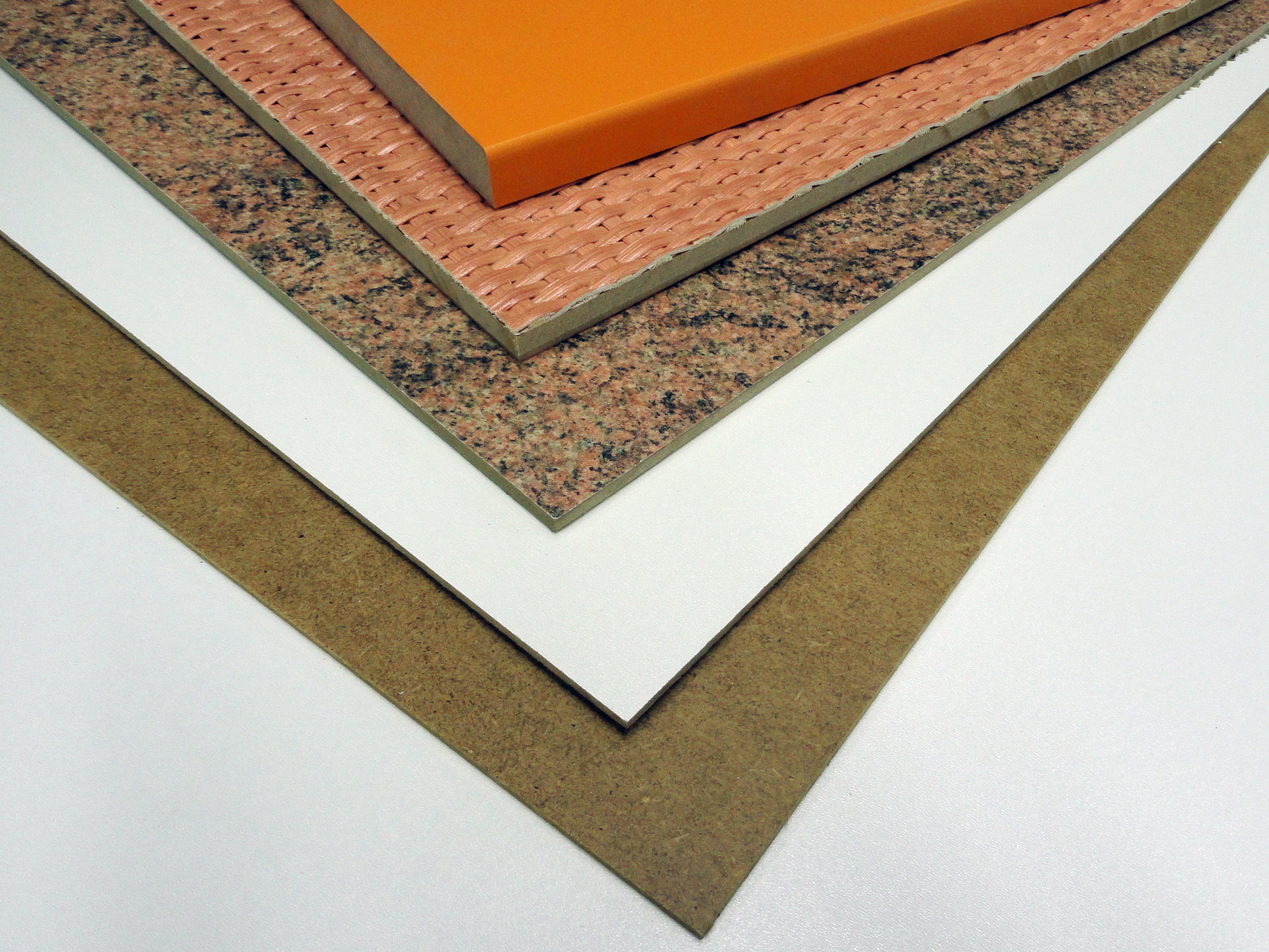
Verschillende houtvezelplaten

Houtvezelplaat is een plaatmateriaal, gemaakt van houtvezels. Door de vezels onder hoge druk samen te persen worden de vezels door de aanwezige lignine aan elkaar gebonden. Vóór de jaren twintig van de twintigste eeuw werd voor de fabricage in plaats van houtvezel houtslijp gebruikt.
Ook zijn er cementgebonden houtvezelplaten.